# Thiệu Dương, Hồ Nam
Thiệu Dương (tiếng Trung: 邵阳市 bính âm: Shàoyáng Shì, Hán-Việt: Thiệu Dương thị) là một địa cấp thị của tỉnh Hồ Nam, Trung Quốc. 
Thiệu Dương có dân số 7 triệu người, diện tích 20.000 km2.

## Các đơn vị hành chính
Tên cũ là Bảo Khánh (宝庆), tọa lạc tại Tây Nam tỉnh Hồ Nam. Thiệu Dương có các đơn vị hành chính sau đây: 
- Khu Song Thanh (双清区)
- Khu Đại Tường (大祥区)
- Khu Bắc Tháp (北塔区)
- Thành phố cấp huyện Vũ Cương (武冈市)
- Thành phố cấp phó địa khu Thiệu Đông (邵东市)
- Huyện Động Khẩu (洞口县)
- Huyện Tân Thiệu (邵东县)
- Huyện Tuy Ninh (绥宁县)
- Huyện Tân Ninh (新宁县)
- Huyện Thiệu Dương (邵阳县)
- Huyện Long Hồi (隆回县)
- Huyện tự trị dân tộc Miêu Thành Bộ (城步苗族自治县)